# Balogné Marosvölgyi Anna
Balogné Marosvölgyi Anna (Budapest, 1979. június 1. —) politikus, önkormányzati képviselő, műszaki informatikus, Óbuda-Békásmegyer Önkormányzat Képviselő-testületének, valamint Városfejlesztési és Környezetvédelmi Bizottságának tagja.

## Tanulmányok, munka
1997-ben a Szent Margit Gimnáziumban érettségizett, műszaki informatikus diplomáját a Gábor Dénes Főiskolán szerezte.
A Fővárosi Önkormányzat Ellátási és Gazdasági Szolgálatának közbeszerzési osztályán dolgozott. 2024-ben a BCS Cukrászat Kft. irodavezetője.

## Család
Férje  Balog Csaba politikus, önkormányzati képviselő, országgyűlési képviselőjelölt a 2025-ös újpesti időközi  választáson, Budapesti 11. sz. országgyűlési egyéni választókerületben, "civilben" vállalkozó. Három gyermekük Péter, Levente és Nóra.

## Politikai, közéleti tevékenység
2021 óta a Mi Hazánk Mozgalom tagja, 2023 óta az óbudai szervezet elnöke. A 2024-es magyarországi önkormányzati választás során Budapest III. kerületében a Mi Hazánk polgármester-jelöltjeként
 és a 09. számú egyéni választókerületi egyéni jelöltjeként, kompenzációs listavezetőjeként indult. 2024-ben az
Óbuda-Békásmegyer Önkormányzatban a képviselői mandátumot szerzett a Mi Hazánk Mozgalom listavezetőjeként.

Megválasztása után Kiss László, letartóztatásba helyezett polgármester lemondása és új választás kiírása mellett foglalt állást.

A képviselőtestület megalakulását követően kezdeményezte az előzetes letartóztatásban lévő polgármester fizetésének megvonását, amely alapján törvénymódosítást is kezdeményezett az Országgyűlésben Novák Előd országgyűlési képviselő.